# Аделхайд фон Лауфен-Лобденгау
Вижте пояснителната страница за други личности с името Аделхайд.
Аделхайд фон Лауфен-Лобденгау (на немски: Adelheid von Laufen-Lobdengau; * ок. 1135 в Лауфен) е графиня от Лауфен в Лобденгау и чрез женитба графиня на Катценелнбоген и в Крайхгау.
Тя е дъщеря на граф Конрад фон Лауфен († 1127) и съпругата му Гизелхилд фон Арнщайн, дъщеря на граф Лудвиг I фон Арнщайн-Айнрихгау († 1084).

## Фамилия
Аделхайд фон Лауфен се омъжва за граф Бертхолд I фон Катценелнбоген в Крайхгау († 1179), син на граф Хайнрих II фон Катценелнбоген († сл. 1160) и Хилдегард фон Хенеберг († 1143/1144). Те имат три деца:
- Бертхолд II († сл. 1211), граф на Катценелнбоген, женен I. пр. 1207 г. за Аликс де Момпелгард († сл. 1244), II. сл. 1207 за Берта фон Лихтенберг († сл. 1207)
- Дитер III (* ок. 1160; † сл. 1214), граф на Катценелнбоген и Хоенщайн, женен за Берта фон Лихтенберг (* ок. 1165)
- Хайнрих (* пр. 1196; † 9 януари сл. 1216)